# Kejsarinnan Alexandras Ryska Muslimska Internatskola för flickor

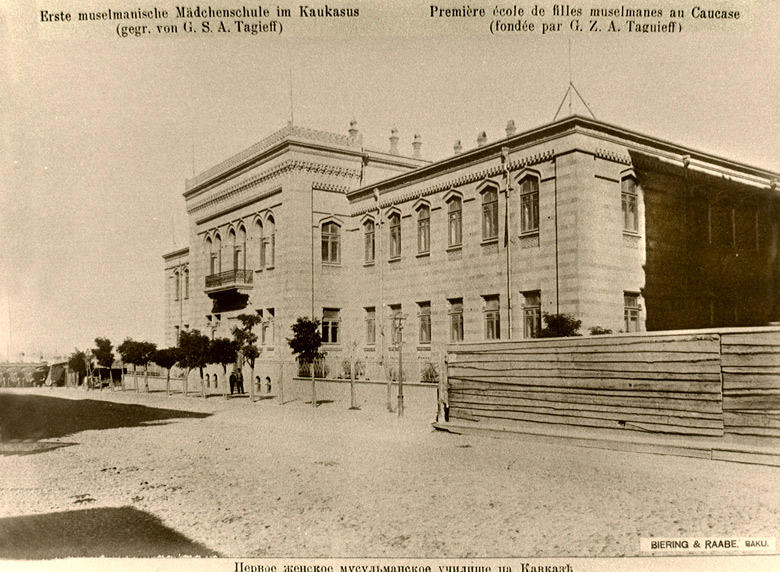
Qızlar seminariyası

Kejsarinnan Alexandras Ryska Muslimska Internatskola för flickor var en skola i Baku i Azerbadzjan, grundad 1901 och verksam till 1918. 
Det var den första skolan för muslimska flickor i Tsarryssland: den följdes 1904 av flickskolan i Tasjkent. Det var som sådant en pionjär institution. Skolan var mycket kontroversiell bland muslimer vid tidpunkten för dess grundande, och möttes med protester. 